# Jim Douglas

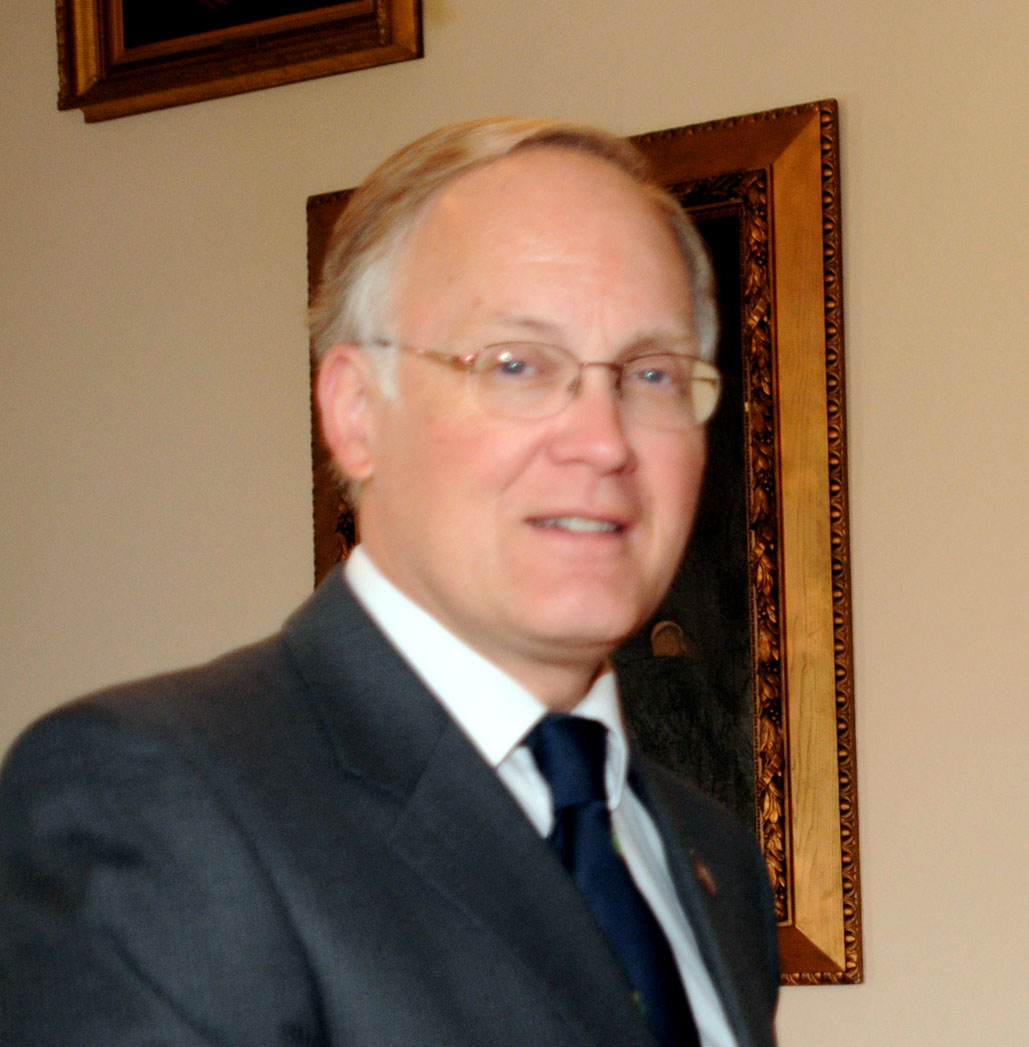
Jim Douglas (2009)

James H. „Jim“ Douglas (* 21. Juni 1951 in Springfield, Massachusetts) ist ein US-amerikanischer Politiker (Republikanische Partei) und ehemaliger Gouverneur des Bundesstaates Vermont.
Douglas graduierte mit dem Bachelor of Arts am Middlebury College in Middlebury. Er studierte Slawistik. Im November 1972 wurde er als Abgeordneter in das Repräsentantenhaus von Vermont gewählt, dem er bis 1979 angehörte. Danach war Douglas von 1981 bis 1993 Secretary of State von Vermont sowie von 1995 bis 2003 Finanzminister (Treasurer) dieses Staates.
2002 gelang ihm bei den Gouverneurswahlen in Vermont der Sieg über den demokratischen Vizegouverneur Doug Racine, woraufhin er Howard Dean im Amt des Gouverneurs nachfolgte, der nicht mehr antrat. In den Jahren 2004, 2006 und 2008 wurde er jeweils im Amt bestätigt; Vermont ist neben New Hampshire der einzige Bundesstaat, in dem die Gouverneure zwei- statt vierjähriger Amtszeiten absolvieren. Von 2009 bis 2010 führte Douglas den Vorsitz der National Governors Association.
Im August 2009 gab Douglas bekannt, dass er bei den Wahlen des Jahres 2010 nicht erneut antreten werde. Sein Nachfolger wurde am 6. Januar 2011 der Demokrat Peter Shumlin, der den republikanischen Vizegouverneur unter Douglas, Brian Dubie, besiegte.